# Steve Beshear
Steve Beshear  (Dawson Springs, 21 de setembro de 1944) é um advogado e político dos Estados Unidos da América, membro do Partido Democrata, foi governador do Kentucky de 11 de novembro de 2007 até 8 de novembro de 2015. É pai do atual governador do estado, Andy Beshear.
Steven Beshear tem o curso de direito da Universidade do Kentucky.